# Janal Pixan

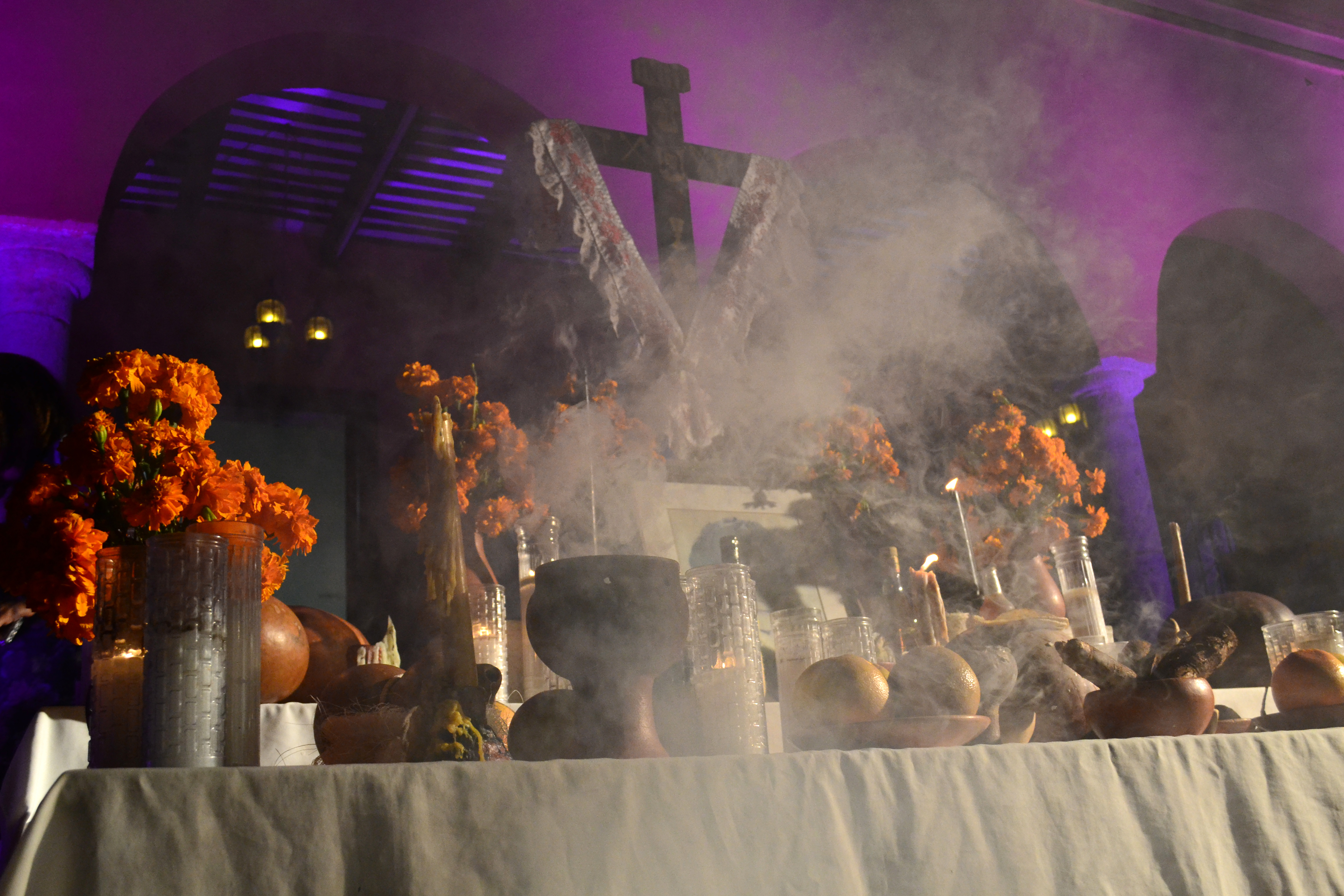
Muestra de un altar de Hanal Pixán en Mérida, Yucatán.

Janal Pixan (pronunciado /hanal piʃan/; del maya janal, 'comida' y pixan, 'ánima (alma o espíritu)', «comida para las almas") (anteriormente Hanal Pixán) o Finados (como es nombrado en diversas partes del sureste mexicano) es una tradición yucateca variante del Día de Muertos en México, celebrada en muchos pueblos y ciudades de origen o con influencia maya en los estados mexicanos que conforman la península de Yucatán. Se lleva a cabo del día 31 de octubre al 2 de noviembre, aunque abarca todo el mes, hasta el día 30, durante los cuales se ofrece alimentos tradicionales de la región y típicos de esta época del año, tales como el mukbil pollo, que se colocan en altares junto con otras ofrendas en honor a los difuntos.
El Janal Pixan es una tradición de origen maya y se celebra en la Península de Yucatán (Yucatán, Campeche y Quintana Roo), así como en el norte de Belice (Orange Walk y Corozal) y algunas partes de Guatemala (El Petén), en los días 31 de octubre, que es el día de los niños, el 1 de noviembre, que es el de los adultos y el 2 que es el de todos los santos. La celebración comienza desde mucho antes con el bordado de los manteles que se utilizan sobre la mesa; la elaboración de trastes de barro, las velas de cera, etcétera. Se hace una limpieza general de casa y patios, en las cuales se utiliza el incienso y se pintan las albarradas. Las personas terminan sus quehaceres antes de tiempo y acostumbran dormir temprano la noche anterior para no perturbar a las almas.[cita requerida]

## Origen
La celebración del Janal Pixan, que tiene sus orígenes en conceptos propios emanados de la cultura maya, en su concepción simbólica misma, es muy distinta de otras que tienen sus raíces en costumbres extendidas por los evangelizadores católicos. El Janal Pixan significa Janal (Comida) y Pixán (ánima o alma que da la vida al cuerpo, significando vida, aliento, fuerza, todo lo que nos mueve). Pues para los mayas, los seres queridos que ya han muerto siguen presentes en sus hogares, de ahí su acepción como “Comida de las almas”. 
Celebración que como muchas cosas de la cultura prehispánica se sincretizó finalmente con las creencias del Día de Muertos que a su vez se deriva de celebraciones celtas y de otras tradiciones teológicas, llegadas de Europa de la mano de los evangelizadores europeos. Por lo que al correr los años, fue sufriendo cambios con la adoctrinación de los americanos, por la llegada de los conquistadores y los misioneros, que adecuaron las antiguas tradiciones a las creencias religiosas y que son las que conservamos hasta nuestros días. 
Curiosamente, a pesar de que los orígenes de esta celebración, según el concepto europeo, que se remontan al año 835 en que la iglesia cristiana designa el día 1 de noviembre, como el día de los santos difuntos cambiándolo, luego en el año 1222 en el concilio de Oxford en Francia, al día 2. En no pocas poblaciones mayas las ofrendas a los difuntos se realizan a los ocho días de las fechas "oficiales" o bien al finalizar el mes de noviembre, lo que es conocido como "biix" u "ochovario". 

### Costumbres mayas
Por un lado los mayas prehispánicos no tenían una fecha fija o establecida para celebrar o conmemorar a sus muertos en lo general. En consonancia a la costumbre de enterrar a sus muertos al interior de los basamentos de sus casas, o aprovechando oquedades como cavernas, cuevas e incluso 
cenotes y además extraordinarios edificios exclusivos para conservar cadáveres de personas especiales, los mayas prehispánicos les rendían a diario algún tipo de ofrenda a sus antepasados muertos en espacios designados al interior de sus viviendas. Fray Diego de Landa hace una breve pero rica descripción de la disposición de un altar dedicado a muertos evidenciando la importancia de la presencia del difunto mismo en ese espacio, por ejemplo utilizando una figura de barro en cuyo interior se depositaban las cenizas de un antepasado. No existía la idea del regreso de los muertos en ninguna fecha, al contrario, se sabe que existía todo un peregrinar entre los niveles del yaxché (o ceiba, árbol sagrado) para alcanzar su destino final.

### Orígenes europeos
Por otra parte, la celebración de 31 de octubre y el 1 y 2 de noviembre es una imposición religiosa que los primeros evangelizadores realizaron entre los pueblos mesoamericanos. Esta celebración deriva por un lado de antiguas festividades celtas que despedía al año viejo y las cosechas finales (el 31 de octubre) de donde viene además la creencia del retorno de los muertos para que las cosechas fueran compartidas con ellos y festividades que recibían al año nuevo (el Samhain). Por otro lado convergen también los ajustes de la iglesia católica para la celebración de todos sus mártires (y luego de todos los santos canonizados o no) con un añadido en el camino de la historia del catolicismo, que es la noche de "la víspera de todos los santos" el 31 de octubre; el cual en la celebración de origen inglés y masificación irlandesa y norteamericana, es conocido ahora como Halloween.
La inserción de las fechas y las celebraciones seguramente fue facilitada por la existencia de aparentes similitudes que según se cree fueron aprovechadas por los españoles, entre ellas el culto a la cruz (como fue interpretada o reinterpretada según el caso la representación del árbol del yaxché) elemento indispensable en la mesa del Janal Pixán. Otros elementos mayas prehispánicos son la disposición de los alimentos y otros complementos en forma de cruz (orientados según la disposición maya de los lados del mundo) y la distribución en números de 4, 7 y 9 de jícaras de agua, velas y comestibles de maíz. Veneraciones a los muertos, pues existe la creencia de que el alma es inmortal y que ellos regresan cada año a compartir con los vivos los días señalados para ellos.

## Elementos del altar

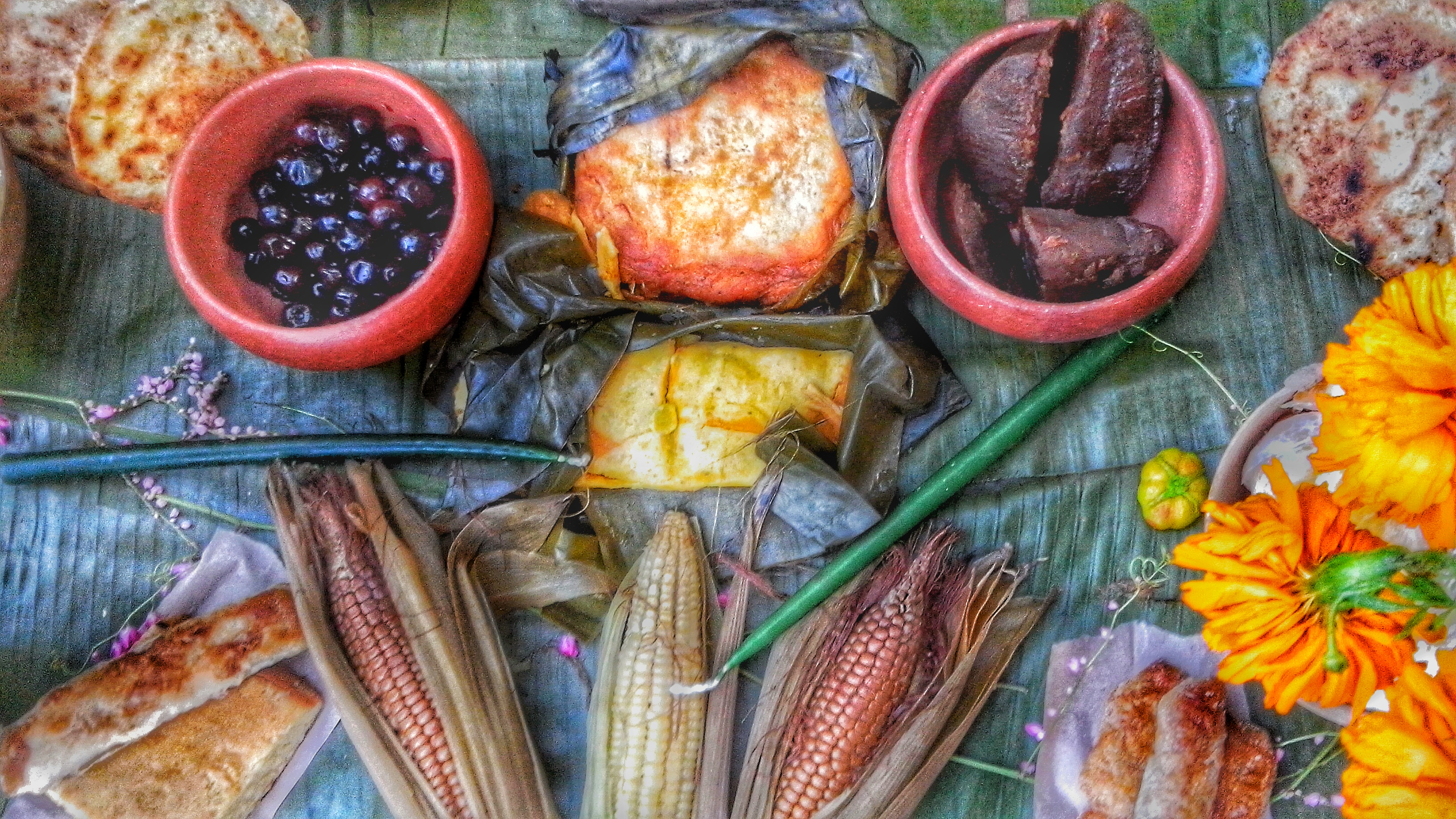
Mesa para Hanal Pixán

### Mesa
En la época de la evangelización y la colonia los mayas elaboraban la mesa con ramas de la planta Xcolonché y cuatro horquetas hechas de la madera del árbol kivis[cita requerida] (pues no usaban clavos, ya que pensaban que los difuntos podían creer que se lastimarían y no querrían acercarse a la mesa si tenía clavos o alambres).
En la actualidad se pone la mesa de cualquier material, tanto para los niños, los adultos o la mesa del ánima sola. Los materiales tradicionales que generalmente se usan sobre la mesa suelen ser de barro, arcilla, madera y cuencos hechos a partir del fruto del Árbol de Jícara conocidos genéricamente en la región como jícaras. Aunque cabe mencionar que es común observar entre las ofrendas presentadas en la mesa, objetos de otros materiales como botellas de licor, fotografías, etc.

### Mantel
El significado del mantel es atribuido a las nubes, esto es resultado de la mezcla transcultural ocurrida durante la colonia, puesto que mientras que la cosmovisión dicotómica europea/cristiana contempla la existencia de un cielo y un infierno, la cosmovisión maya era más rica, contemplando la existencia de trece cielos superiores y nueve inferiores (el último de estos llamado Xibalbá). Mientras que para los niños este mantel es de colores alegres (debido al carácter festivo y juguetón de sus almas) para los adultos es blanco o gris, en señal de respeto y solemnidad.

### Incensario
En esta festividad, la función del incensario o sahumerio es la de ayudar con su luz y aroma a hacer más grata a las ánimas la "esencia" de la comida, ya que según la creencia maya, la comida depositada en el altar es consumida de manera espiritual por las almas a las que está dedicada, dejando atrás solo su presencia física. Dicha comida es después consumida físicamente por los familiares vivos (ya que se considera que tan solo queda en calidad de "cáscara" despojada de su función vitalizante). En el incensario se quema la resina extraída del árbol del copal, muy apreciada por su agradable aroma.

### Sal y agua
En el altar se colocan dos recipientes llenos respectivamente de sal y agua, cuyo significado tiene que ver con el origen y fin de la vida, o para proveer a las almas de los difuntos contra los "malos vientos" mediante rituales de purificación. Según la tradición, estos elementos no deben de faltar en la mesa. Como recipientes se suele usar jícaras (llamadas en maya leek) o un plato pequeño o tarro de barro. Estos elementos tienen además la función de guiar a las almas otra vez camino al otro mundo, de manera que no queden atrapadas en este.

### Mucbil pollo o Pib
Seguramente el elemento más característico en la celebración es el Mukbil pollo o pib (enterrar o enterrado en lengua maya). Se trata de una especie de tamal o pastel de maíz, relleno con guisos hechos con carne y especias diversas, mezcladas en un caldo espeso de maíz. Este alimento es cocido dentro de un agujero practicado con tal propósito en la tierra, en el cual se ha construido una base hecha de piedra caliza, la cual es calentada con leña, para después depositar en esta suerte de horno el pib y cubrirlo con hojas selectas (sin resinas que dañen el sabor) y la misma tierra. La cocción se logra mediante el calor que desprende la mencionada cama de piedras. Los materiales que se utilizan para la preparación del hoyo y su cobertura provienen en su totalidad del campo yucateco, como en el caso tales como las hojas de henequén, cuya fibra es utilizada también para amarrar la cobertura de hoja de plátano del pib y como se mencionó antes, diversas hierbas de olor locales. La leña procede de la planta leguminosa conocida en lengua maya como chukum ("la que hace el carbón") ya que el uso de otras maderas puede alterar de manera negativa el sabor. El proceso de cocción de este guiso es prácticamente idéntico al de la Cochinita Pibil.
Este alimento es colocado en la mesa del Janal Pixán como plato principal, aunque en hogares sin los recursos económicos suficientes es sustituido por otros platos que también son considerados propios de celebraciones o fiestas, como el relleno negro.

## Costumbres mortuorias de los mayas
- Los antiguos mayas enterraban a sus muertos en los patios de su casas, puesto que creían que este podía causarles daño si no se le rendía culto de manera continua.

- Los mayas yucatecos de la época colonial tenían la costumbre del harnero, que era un espacio especial dentro del cementerio en el que se colocaban los huesos de los difuntos, ya que estos estuvieran secos. Esta costumbre parece haberse originado debido a la dificultad de cavar en el duro suelo de la península, lo que obligaba a la reutilización de las fosas. En algunos casos, la calavera del difunto era blanqueada al sol y se le escribía con pintura su nombre en la frente, con el propósito de recordarle. Esta costumbre fue observada en 1842 por John Lloyd Stephens.[3]

- Los Mayas de Yucatán creen que si alguien muere en los días de Janal Pixan su alma es la encargada de abrir las puertas a las ánimas, de manera que puedan salir del inframundo.

- En algunos lugares al fallecer una persona su cadáver era bañado y con el agua utilizada se preparaban los alimentos que se daría a los asistentes a la velación del muerto, en la creencia de que así se repartiría entre la gente los pecados del difunto, haciendo menor la carga del alma del fallecido.

- También es costumbre que cuando sale el cuerpo de la casa se echa agua para que no se llevara a otra persona. O al salir el féretro se echa una cubeta de agua fresca en la puerta de la casa para limpiar sus pecados.

- Durante las fechas del Janal Pixán a los bebés se les pone un hilo negro o rojo en la muñeca, pues existe la creencia de que al no estar marcados los difuntos podrían llevárselos. A los niños chicos se les pone cintas de color en los tobillos para que no se confundan con las almas que a veces vienen en forma de niños.

- Otra versión señala que se convierten en los cargadores de la comida que las ánimas ancianas llevan de regreso.

- También existe la versión que señala que las personas fallecidas en estas fechas aún no tienen el derecho a regresar al plano terrenal y que se quedan a cuidar y recibir a los que vayan llegando al purgatorio.

- No se caza en esos días, pues se creen que pueden asustar a las ánimas con los disparos.

- En los días de muertos las casas deben estar siempre limpias y sin trabajo pendiente (como hacer las tortillas, por ejemplo), pues se cree que si algo faltó por hacer las ánimas llegarán y realizarán el trabajo pendiente, lo que sería una descortesía para ellos.